# Červené Pečky (zámek)
Zámek Červené Pečky se nachází v okrese Kolín v centru městysu Červené Pečky (asi 4 km jižně od Kolína a 5 km severozápadně od Kutné Hory). Dvoukřídlý barokní zámek s přízemními arkádami je od roku 1965 kulturní památkou.

## Historie
V místech nynějšího zámku stávala renesanční tvrz, která byla v roce 1634 vypleněna Sasy a v letech 1639–1640 Švédy. V roce 1655 získal panství Červené Pečky s 29 vesnicemi Jan Bedřich z Trauttmansdorfu (1619–1696) a v sousedství či na místě zbytků tvrze dal postavit v letech 1660–1970 barokní zámek. Panství zdědil jeden z jeho synů František Adam (1685–1762), který nechal okolo roku 1710 zámek přestavět (snad podle plánů italského architekta Giovanniho Battisty Alliprandiho) a pak ho v roce 1713 prodal Karlu Jáchymu Bredovi (1663–1740). V roce 1734 se panství dostalo do dražby a v roce 1738 se majitelem zámku stalo pražské arcibiskupství. V roce 1754 panství koupil svobodný pán Ignác Koch, sekretář císařovny Marie Terezie, který nechal zámek opravit. Jeho syn Bohumír ale opět panství zadlužil a v roce 1794 bylo znovu prodáno ve veřejné dražbě. Novým majitelem se stal právník a zemský prokurátor Leopold Hrubý ze Schwanenheimu (1740–1809). Tak se panství se zámkem dostalo do majetku rodu, který byl v roce 1814 povýšen do panského stavu s predikátem „z Jelení“ (rodina užívá staročeskou podobu „z Gelenj“) a kterému panství patřilo až do 1. poloviny 20. století. Za Leopolda Hrubého byl také koncem 17. století založen zámecký park, původně jako francouzský.

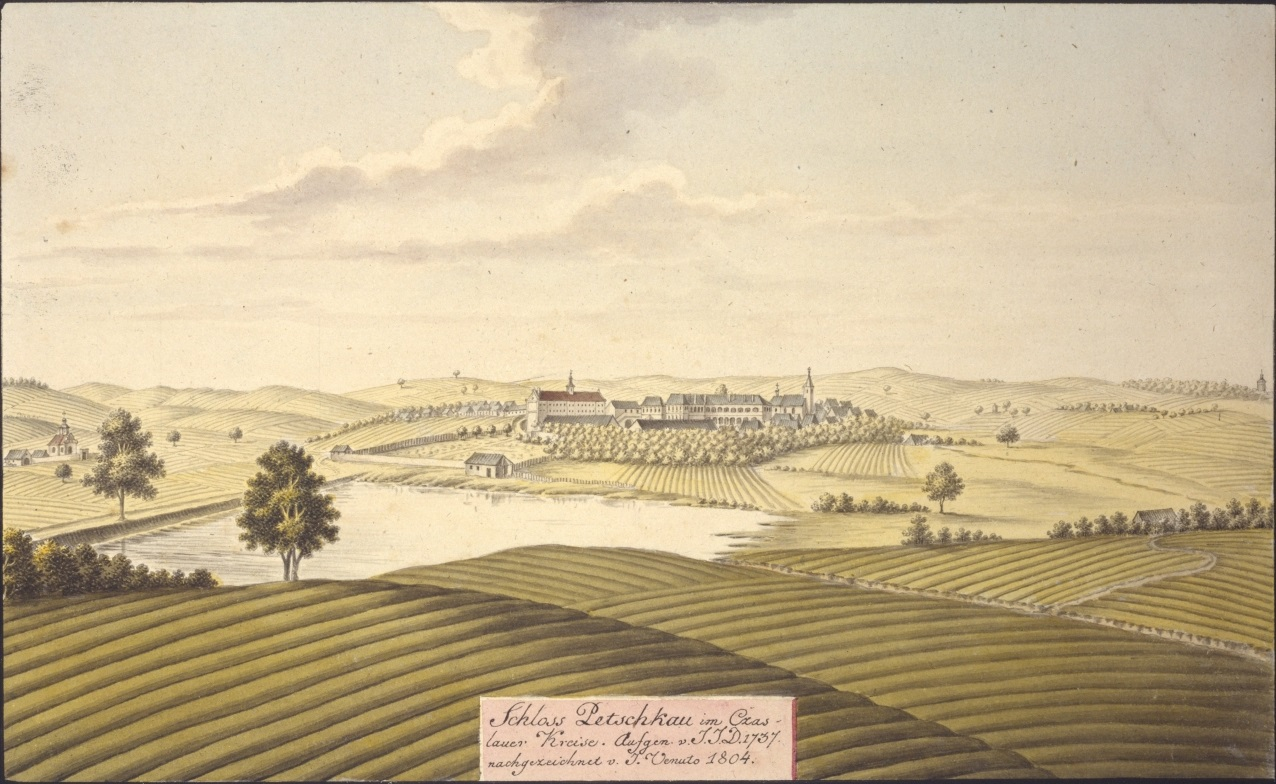
Pohled na zámek v roce 1804

Nedaleko od zámku, na místě zbořeného hřbitovního kostela u silnice z Červených Peček do Nebovid, nechal Josef Richard Hrubý (1776–1860) v letech 1845–1846 postavit pozdně empírovou rodinnou pohřební kapli svatého Kříže, která je rovněž památkově chráněná.
V roce 1860 panství převzal Theodor Karel Hrubý (1826–1914), který nechal provést některé úpravy zámku. K severnímu traktu byla v roce 1863 přistavěna čtyřpatrová věž, park byl rozšířen a v zámecké zahradě vznikly vytápěné skleníky pro pěstování orchidejí. Na zámku v té době často pobýval Theodorův přítel, hudební skladatel a dirigent František Kmoch, a také spisovatel František Flos, jehož román Lovci orchidejí byl napsán podle zážitků zámeckého zahradníka Jana Satrapy.
Za Josefa Karla Hrubého z Jelení (1866–1943) byl podle návrhu zahradního architekta Leopolda Baťka (1869–1928) v letech 1923–1926 znovu upraven zámecký park. Po roce 1942 byla na majetek uvalena vnucená okupační správa, Jaromír Hrubý se ho sice koncem roku 1945 mohl na krátkou dobu ujmout, ale v roce 1949 došlo ke znárodnění. V letech 1950–1990 pak zámek užívala armáda.
V rámci restitucí bylo sice v roce 1992 nabídnuto Jaromíru Hrubému navrácení zámku, ten se ale se souhlasem svých sourozenců zdevastovaného objektu vzdal. Restituoval pouze část zámeckého parku, který byl později postoupen do užívání městysu Červené Pečky. Prázdný a nevyužívaný zámek ministerstvo obrany nabídlo k prodeji (za asi 5 milionů Kč), a v roce 2012 ho koupila soukromá firma se záměrem realizovat postupně rekonstrukci objektu (v letech 2018–2019 bylo např. opraveno schodiště v zahradním průčelí jižního křídla).
Část mobiliáře ze zámku v Červených Pečkách byla po roce 1949 rozvezena na hrad Český Šternberk a zámky Hrádek u Nechanic a Žleby; dohledaný a vrácený mobiliář rodina Hrubých umístila na svůj rovněž v restituci navrácený zámeček Morány.

## Popis
Zámecký areál tvoří hlavní zámecká budova, pivovar, hospodářské a správní budovy a park.
Budova zámku je jednopatrová s dvěma křídly na půdorysu písmene L, krytá valbovou střechou. Jižní křídlo je hlavním průčelím obráceno do parku, na severní straně jsou obloukové arkády. Ve východním křídle je hlavní vchod do zámku, arkády na západní straně východního křídla byly zazděny a k jeho severní straně přiléhá čtyřpatrová pseudorenesanční věž z roku 1863.
Podlouhlá budova bývalého pivovaru leží severovýchodně od zámku podél hlavní komunikace, navazuje na hlavní bránu zámku a ve středu budovy je věžička s osmibokou lucernou.
Na okraji parku severně od zámecké budovy je přízemní dům z červeně natřených cihel, který sloužil jako domek pro služebnictvo. Na západním okraji parku je bývalý dům pro panské úředníky, jednopatrová budova s uzavřeným dvorem snad postavená ze zbytků někdejší tvrze.
Zámecký park byl založen koncem 17. století původně ve francouzském slohu, později byl rozšířen a upraven v anglickém slohu; pravidelná část s tvarovanými stromořadími, záhony a kašnou zůstala zachována pouze v bezprostředním okolí hlavní budovy. V krajinářské části byly také skleníky se sbírkami rostlin, zejména orchidejí, a rybníček. V parku rozděleném plotem po roce 2012 na část soukromou a část ve správě městyse se dochovaly některé cenné dřeviny; známý je např. buk lesní červenolistý, v roce 2011 desátý v anketě Strom roku a vysazený pravděpodobně kolem roku 1800.